# Jean-Baptiste Camille de Canclaux
Jean Baptiste Camille Canclaux, francoski general, * 1740, † 1817.
1. 1 2  data.bnf.fr: platforma za odprte podatke — 2011.
2. 1 2  Roglo — 1997.